# F.T.W.
《FTW》(F.T.W.)는 미국에서 제작된 마이클 카르벨니코프 감독의 1994년 드라마, 멜로/로맨스 영화이다. 은행 도둑인 여성과 엮이게 되는 로데오 라이더 프랭크 T. 웰스에 관해 다루고 있다. 미키 루크 등이 주연으로 출연하였다.

## 출연

### 주연
- 미키 루크
- 로리 싱어

### 조연
- 애론 네빌
- 피터 버그
- 로드니 A. 그랜트

## 기타
- 공동제작: 조안나 플라스키
- 공동제작: 트레버 쇼트